# Slovní druh
Lingvistika dělí slova do slovních druhů. Ve vymezení jednotlivých slovních druhů hrají úlohu různé faktory: jakým způsobem se slovo zapojuje do věty, jaké tvary tvoří a jaké mluvnické kategorie u něj lze vysledovat atd.

## Tradiční slovní druhy včeštině
V češtině rozlišujeme následujících 10 slovních druhů:
1. podstatná jména (Substantiva)
2. přídavná jména (Adjektiva)
3. zájmena (Pronomina)
4. číslovky (Numeralia)
5. slovesa (Verba)
6. příslovce (Adverbia)
7. předložky (Prepozice)
8. spojky (Konjunkce)
9. částice (Partikule)
10. citoslovce (Interjekce)

Slova prvních pěti druhů jsou většinou ohebná. To znamená, že je lze skloňovat nebo časovat, a to buď podle vzorů, nebo jako nepravidelná. Některé číslovky (například čtyřikrát), některá přejatá substantiva (např. šapitó, pyré, filé) a adjektiva (např. lila) jsou však nesklonná. Neohebné jsou také všechny infinitivy českých sloves. Slova zbývajících pěti druhů jsou většinou neohebná. Výjimku tvoří stupňování některých příslovcí a osobní tvary spojek abych, abys, aby, abychom...
Ta slova prvních čtyř slovních druhů, která vykazují gramatické kategorie pádu, čísla a jmenného rodu, a sousloví vzniklá jejich rozvinutím se souhrnně nazývají jména. Z číslovek jsou jmény číslovky základní, řadové a druhové, ale číslovky násobné mají charakter příslovce. Jména a jmenná sousloví se rozdělují na obecná jména neboli apelativa a vlastní jména neboli propria.

## Typy slovních druhů
Jak bylo řečeno výše, kritéria pro řazení slov k tradičním slovním druhům jsou různé povahy; mnohdy jsou navíc definice mlhavé, jednotlivé kategorie se při pohledech z různých hledisek mohou překrývat nebo může být zařazení konkrétního slova nejasné.
Například rozdíl mezi přídavnými jmény a příslovci je v češtině morfologický: adjektiva jsou ohebná, příslovce nikoli, i syntaktický: funkcí přídavných jmen ve větě je (obvykle) rozvíjet podstatná jména, zatímco příslovce obvykle rozvíjejí slovesa nebo přídavná jména. Kritéria mohou být i morfologická (které slovní druhy jsou ohebné, které z nich rozlišují rod, číslo a pád, které rozlišují osobu, číslo, čas atd.) Morfologie dvou různých jazyků se může velmi lišit, proto morfologická kritéria nemohou být univerzální. Další slovní druhy mohou být v některých jazycích vymezeny převážně sémanticky, tedy podle významu: třeba číslovky podle tradičního pojetí v češtině jsou všechna slova, která udávají počet a lze je teoreticky tvořit pro všechna přirozená čísla. Máme tedy nejen číslovky základní (jeden, dva, tři), ale i řadové, které jsou ze syntaktického hlediska přídavnými jmény (první, druhý, třetí) nebo příslovci (poprvé, podruhé, potřetí) nebo třeba násobné (syntakticky opět příslovce: jedenkrát, dvakrát, třikrát). Nejdůležitějším faktorem, proč každý druh definujeme odlišně, je právě dlouhá tradice, která tento systém udržuje ve školách a v slovnících pro veřejnost. V jiných jazycích přitom může být tradice jiná, např. v angličtině se základní i řadové číslovky tradičně řadí pod přídavná jména (číslovky s funkcí příslovce nelze v angličtině vyjádřit jedním slovem).
Pro potřeby formální lingvistické analýzy lze tedy rozlišit různé druhy (typy) slovních druhů s ohledem na povahu kritérií, kterými jsou vymezeny:
- tradiční slovní druhy – učí se na základních školách a většinou se také používají ve slovnících pro veřejnost, viz výše
- morfologické slovní druhy – vymezeny na základě mluvnických kategorií, podle kterých se ohýbají. Toto dělení by z definice bylo v každém jazyce jiné, např. pro češtinu:
  - podstatná jména: číslo a pád (mají i kategorii rodu, ale ta je dána převážně lexikálně). Zahrnují i některá zájmena, např. někdo, něco, nic, a číslovky, např. pět.
  - přídavná jména: rod, číslo, pád a někdy stupeň. Zahrnují i některá zájmena, např. jaký, který, žádný, základní číslovku jeden / jedna / jedno a řadové číslovky, např. první, druhý, třetí.
  - osobní zájmena: osoba, rod (ne vždy, např. zájmena já, ty, my, vy, jsou bezrodá), číslo, pád (i když výraz „ohýbání“ není moc výstižný, systém koncovek podobný podstatným a přídavným jménům zde chybí)
  - přivlastňovací zájmena: osoba, rod a číslo vlastníka, rod a číslo vlastněného, pád
  - slovesa: osoba, číslo, čas, způsob, slovesný rod, popř. (u příčestí) též jmenný rod
  - stupňovaná příslovce: např. hodně, špatně, chytře, ale ne už třeba jak nebo zítra
  - neohebná slova
- syntaktické slovní druhy – vymezeny na základě funkce ve větě.
  - podstatná jména: rozvíjejí sloveso zpravidla jako podmět nebo předmět, ale i slova s funkcí doplňku nebo jmenné části přísudku a slova ve funkci neshodného přívlastku. Kromě tradičních podstatných jmen sem patří zájmena osobní (já, ty, on), některá neurčitá a záporná (někdo, něco, nikdo, nic), ukazovací zájmena v některých kontextech (např. to bych neřekl), některé základní číslovky v některých pádech (!) (pět, deset, sto, tisíc, milión, osmina, několik).
  - přídavná jména: rozvíjejí podstatné jméno, se kterým se morfologicky shodují v rodě, čísle a pádu; dále slova ve jmenné části přísudku nebo v pozici doplňku, pokud se morfologicky shodují s podstatným jménem v téže klauzi. Kromě tradičních přídavných jmen sem patří zájmena přivlastňovací (můj, tvůj, jeho), ukazovací zájmena v některých kontextech (např. to zvíře), některá neurčitá a záporná (některý, nějaký, žádný), zbývající základní a adjektivní řadové číslovky (jeden, dva, tři, pěti zvířaty, první, druhý, několikátý), příčestí trpná alespoň v některých kontextech (udělán, pokryt).
  - slovesa: mají funkci přísudku klauze řídící nebo závislé nebo se podílejí na složených slovesných tvarech (byl bych býval mohl chtít udělat)
  - příslovce: rozvíjejí sloveso nebo přídavné jméno. Kromě tradičních příslovcí sem patří i některé číslovky řadové (poprvé, podruhé), číslovky násobné (jedenkrát, dvakrát) a přechodníky (dělaje, udělav).
  - spojky souřadící: spojují dva rovnocenné větné členy nebo klauze, např. a, nebo, ale.
  - spojky podřadící: připojují závislou klauzi k řídící, např. že, zda, aby, protože.
  - vztažná zájmena (kdo, co, který, jaký, čí, jenž), číslovky (kolik, kolikátý, kolikrát) a příslovce (kde, kam, kdy, jak) v sobě spojují funkci podstatného jména (resp. přídavného jména nebo příslovce) a podřadící spojky. Tázací zájmena (resp. číslovky nebo příslovce), která se v češtině shodují se vztažnými, ale v jiných jazycích, např. v hindštině, se od nich liší, by do této kategorie nepatřila. Rozpadla by se do kategorií syntaktických podstatných jmen, přídavných jmen a příslovcí.
  - předložky: řídí syntaktické podstatné jméno (diktují jeho pád) a upřesňují jeho roli jako rozvití slovesa (zajímat se o něco), podstatného jména (zájem o něco) nebo přídavného jména (silný v počtech).
- sémantické slovní druhy – vymezeny na základě významu.
  - podstatná jména: vyjadřují substanci. Např. české tradiční přivlastňovací přídavné jméno otcův lze považovat za tvar sémantického podstatného jména otec.
  - přídavná jména: vyjadřují vlastnost. Např. české tradiční příslovce chytře lze považovat za tvar sémantického přídavného jména chytrý.
  - příslovce: vyjadřují okolnost. Např. české tradiční přídavné jméno zítřejší lze považovat za tvar sémantického příslovce zítra.
  - číslovky: vyjadřují počet.
  - slovesa: vyjadřují událost. Kromě tradičních sloves k nim můžeme zařadit i odvozená podstatná jména (dělání) a přídavná jména (dělající, udělavší, udělaný).

### Pražská lingvistická škola
Konkrétní klasifikace opět závisí na konkrétním jazyku a konkrétní lingvistické teorii. Např. ve Funkčním generativním popisu jazyka vycházejícím z tradic Pražské lingvistické školy se předpokládá dělení, které bylo v praxi ověřeno na materiálu Pražského závislostního korpusu. Níže uvedené definice pocházejí z anotačních pokynů pro tento korpus.
- tradiční slovní druhy; v češtině se jich tradičně rozlišuje deset (předtím bez částic devět). Zařazení slova k příslušnému slovnímu druhu je určováno morfologickými, syntaktickými a sémantickými charakteristikami m-lematu
- syntaktické slovní druhy je pouze pomocný pojem, který postihuje funkci slova ve větě. Rozlišují se
  - syntaktická substantiva (rozvíjejí sloveso a zpravidla disponují morfologickými kategoriemi rodu, čísla a pádu; zpravidla slova s větněčlenskou platností podmětu nebo předmětu, ale i slova s funkcí doplňku nebo jmenné části přísudku, pokud nejsou v morfologických kategoriích závislá na jiném substantivu, a slova ve funkci neshodného přívlastku)
  - syntaktická adjektiva (rozvíjejí substantivum a v morfologických kategoriích rodu, čísla a pádu se shodují s řídícím substantivem, zpravidla jako shodný přívlastek; dále slova ve jmenné části přísudku nebo v pozici doplňku, pokud se jejich morfologické kategorie (rod, číslo, pád) shodují s jiným substantivem v klauzi)
  - syntaktická adverbia (slova s funkcí přísudku klauze řídící nebo závislé)
  - syntaktická slovesa (vyjadřují událost)
- sémantické slovní druhy jsou čtyři kategorie uzlů komplexního typu podle tektogramatické roviny (na základě t-lematu a funktoru):
  - sémantická substantiva (vyjadřují substanci)
  - sémantická adjektiva (vyjadřují vlastnost)
  - sémantická adverbia (vyjadřují okolnost)
  - sémantická slovesa (vyjadřují událost)

U autosémantických slovních druhů se sémantický slovní druh shoduje s tradičním slovním druhem. K rozdílům zařazení dochází v těchto případech:
- posesivní adjektivum patří mezi sémantická substantiva
- deadjektivní adverbium patří mezi sémantická adjektiva
- adverbium s číselným významem patří tektogramaticky mezi adjektivní číslovky základní

Zájmena a číslovky podle syntaktické funkce patří mezi sémantická substantiva nebo sémantická adjektiva.
Částice a citoslovce se zpravidla řadí mezi atomické uzly a k sémantickým slovním druhům se nepřiřazují, podobně jako uzly souřadicích spojek, které jsou považovány za samostatný typ jednoduchých uzlů. Předložky a podřadicí spojky se tektogramaticky vůbec nepovažují za uzly.